# فهرست بازیکنان فوتبال با ۱۰۰ بازی یا بیشتر در لیگ قهرمانان اروپا

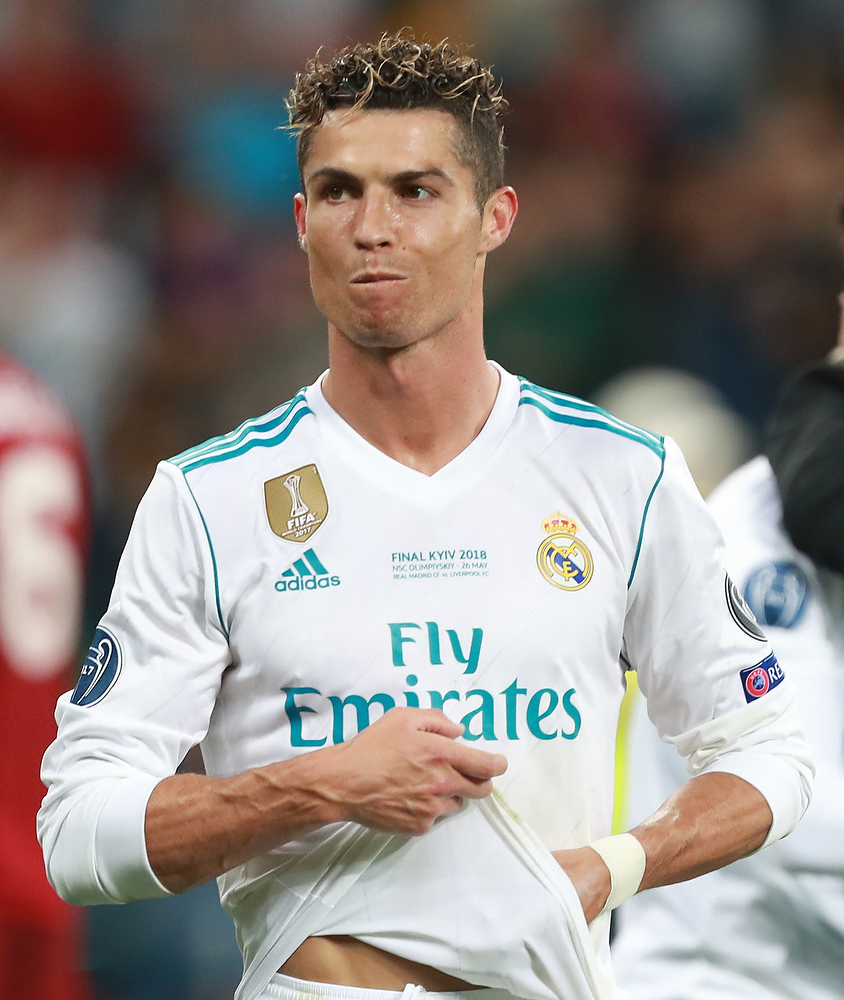
کریستیانو رونالدو ۱۸۳ بازی در لیگ قهرمانان اروپا داشته است که بیشترین بازی در این رقابت‌ها است.

از زمان تغییر نام جام باشگاه‌های اروپا به لیگ قهرمانان اروپا در سال ۱۹۹۲ در آغاز فصل ۹۳–۱۹۹۲، در مجموع ۴۷ بازیکن موفق به انجام حداقل ۱۰۰ بازی در این رقابت‌ها شده‌اند. نخستین بازیکنی که به نقطه عطفی رسید رائول بود که این کار را در فوریهٔ ۲۰۰۶ انجام داد، در حالی که جدیدترین عضو «باشگاه ۱۰۰» تیاگو سیلوا است که صدمین بازی خود را در اکتبر ۲۰۲۲ انجام داد. بازیکن با بیشترین بازی کریستیانو رونالدو است که ۱۸۳ بازی در لیگ قهرمانان اروپا انجام داده است.
شش بازیکن در صدمین بازی خود گلزنی کردند: تیری آنری (برای بارسلونا در مقابل اسپورتینگ) در ۲۶ نوامبر ۲۰۰۸، زلاتان ابراهیموویچ (برای پاری سن ژرمن مقابل المپیاکوس) در ۲۷ نوامبر ۲۰۱۳، کریستیانو رونالدو (برای رئال مادرید در مقابل بوروسیا دورتموند) در ۲ آوریل ۲۰۱۴، آندره آ پیرلو (برای یوونتوس مقابل المپیاکوس) در ۴ نوامبر ۲۰۱۴، تونی کروس (برای رئال مادرید مقابل گالاتاسرای) در ۲۲ اکتبر ۲۰۱۹، و روبرت لواندوفسکی (برای بایرن مونیخ در مقابل بنفیکا) در ۲ نوامبر ۲۰۲۱. از میان بازیکنانی که ۱۰۰ بازی یا بیشتر در این رقابت‌ها انجام داده‌اند، تنها ۴ نفر (جانلوئیجی بوفون، زلاتان ابراهیموویچ، سسک فابرگاس و فرناندینیو) هرگز قهرمان لیگ قهرمانان اروپا نشده‌اند و بوفون (و همچنین پائولو مونترو هم تیمی سابق یوونتوس) به سه فینال بدون پیروزی رسیده است.

## بازیکنان
تا تاریخ ۱۹ آوریل ۲۰۲۳بازیکنانی که هنوز در اروپا فعال هستند با خط پررنگ مشخص می‌شوند. جدول زیر شامل حضورهای انجام شده در مرحله مقدماتی مسابقات نمی‌شود.
| رتبه | بازیکن              | ملیت     | بازی‌ها | سال‌ها     | باشگاه(ها) (بازی‌ها)                                                                                    |
| ---- | ------------------- | -------- | ------ | --------- | --- |
| ۱    | کریستیانو رونالدو   | پرتغال   | ۱۸۳    | ۲۰۰۳–۲۰۲۲ | منچستر یونایتد (۵۹)، رئال مادرید (۱۰۱)، یوونتوس (۲۳)                                                   |
| ۲    | ایکر کاسیاس         | اسپانیا  | ۱۷۷    | ۲۰۱۹–۱۹۹۹ | رئال مادرید (۱۵۰)، پورتو (۲۷)                                                                          |
| ۳    | لیونل مسی           | آرژانتین | ۱۶۳    | ۲۰۰۵–     | بارسلونا (۱۴۹)، پاری سن-ژرمن (۱۴)                                                                      |
| ۴    | ژاوی                | اسپانیا  | ۱۵۱    | ۱۹۹۸–۲۰۱۵ | بارسلونا (۱۵۱)                                                                                         |
| ۵    | کریم بنزما          | فرانسه   | ۱۵۰    | ۲۰۰۵–     | لیون (۱۹)، رئال مادرید (۱۳۱)                                                                           |
| ۶    | رائول               | اسپانیا  | ۱۴۲    | ۱۹۹۵–۲۰۱۱ | رئال مادرید (۱۳۰)، شالکه ۰۴ (۱۲)                                                                       |
| ۶    | توماس مولر          | آلمان    | ۱۴۲    | ۲۰۰۹–     | بایرن مونیخ (۱۴۲)                                                                                      |
| ۸    | رایان گیگز          | ولز      | ۱۴۱    | ۱۹۹۳–۲۰۱۴ | منچستر یونایتد (۱۴۱)                                                                                   |
| ۹    | سرخیو راموس         | اسپانیا  | ۱۳۷    | ۲۰۰۵–     | رئال مادرید (۱۲۹)، پاری سن-ژرمن (۸)                                                                    |
| ۹    | تونی کروس           | آلمان    | ۱۳۷    | ۲۰۰۸–     | بایرن مونیخ (۴۲)، رئال مادرید (۹۵)                                                                     |
| ۱۱   | مانوئل نویر         | آلمان    | ۱۳۱    | ۲۰۰۷–     | شالکه ۰۴ (۲۲)، بایرن مونیخ (۱۰۹)                                                                       |
| ۱۲   | آندرس اینیستا       | اسپانیا  | ۱۳۰    | ۲۰۰۲–۲۰۱۸ | بارسلونا (۱۳۰)                                                                                         |
| ۱۳   | سرخیو بوسکتس        | اسپانیا  | ۱۲۹    | ۲۰۰۸–     | بارسلونا (۱۲۹)                                                                                         |
| ۱۴   | جرارد پیکه          | اسپانیا  | ۱۲۸    | ۲۰۰۴–۲۰۲۲ | منچستر یونایتد (۴)، بارسلونا (۱۲۴)                                                                     |
| ۱۵   | کلارنس سیدورف       | هلند     | ۱۲۵    | ۱۹۹۴–۲۰۱۲ | آژاکس (۱۱)، رئال مادرید (۲۵)، میلان (۸۹)                                                               |
| ۱۶   | پل اسکولز           | انگلستان | ۱۲۴    | ۱۹۹۴–۲۰۱۳ | منچستر یونایتد (۱۲۴)                                                                                   |
| ۱۶   | جیانلوئیجی بوفون    | ایتالیا  | ۱۲۴    | ۱۹۹۷–     | پارما (۶)، یوونتوس (۱۱۳)، پاری سن-ژرمن (۵)                                                             |
| ۱۶   | زلاتان ایبراهیموویچ | سوئد     | ۱۲۴    | ۲۰۰۱–     | آژاکس (۱۹)، یوونتوس (۱۹)، میلان (۲۲)، بارسلونا (۱۰)، میلان (۲۰)، پاری سن-ژرمن (۳۳)، منچستر یونایتد (۱) |
| ۱۹   | روبرتو کارلوس       | برزیل    | ۱۲۰    | ۱۹۹۷–۲۰۰۷ | رئال مادرید (۱۰۷)، فنرباغچه (۱۳)                                                                       |
| ۲۰   | ژابی آلونسو         | اسپانیا  | ۱۱۹    | ۲۰۰۳–۲۰۱۷ | رئال سوسیداد (۸)، لیورپول (۳۹)، رئال مادرید (۴۷)، بایرن مونیخ (۲۵)                                     |
| ۲۱   | کارلس پویول         | اسپانیا  | ۱۱۵    | ۱۹۹۹–۲۰۱۴ | بارسلونا (۱۱۵)                                                                                         |
| ۲۱   | لوکا مودریچ         | کرواسی   | ۱۱۵    | ۲۰۱۰–     | تاتنهام (۸)، رئال مادرید (۱۰۷)                                                                         |
| ۲۳   | پپه                 | پرتغال   | ۱۱۳    | ۲۰۰۴–     | پورتو (۳۶)، رئال مادرید (۷۱)، بشیکتاش (۶)                                                              |
| ۲۴   | تیری آنری           | فرانسه   | ۱۱۲    | ۱۹۹۷–۲۰۱۲ | آاس موناکو (۹)، آرسنال (۷۷)، بارسلونا (۲۶)                                                             |
| ۲۴   | فیلیپ لام           | آلمان    | ۱۱۲    | ۲۰۰۲–۲۰۱۷ | اشتوتگارت (۷)، بایرن مونیخ (۱۰۵)                                                                       |
| ۲۴   | داوید آلابا         | اتریش    | ۱۱۲    | ۲۰۱۰–     | بایرن مونیخ (۹۱)، رئال مادرید (۲۱)                                                                     |
| ۲۷   | پیتر چک             | چک       | ۱۱۱    | ۲۰۰۱–۲۰۱۷ | اسپارتا پراگ (۱۲)، چلسی (۹۴)، آرسنال (۵)                                                               |
| ۲۷   | دنی آلوز            | برزیل    | ۱۱۱    | ۲۰۰۷–۲۰۱۹ | سویا (۸)، بارسلونا (۸۰)، یوونتوس (۱۲)، پاری سن-ژرمن (۱۱)                                               |
| ۲۷   | روبرت لواندوفسکی    | لهستان   | ۱۱۱    | ۲۰۱۱–     | دورتموند (۲۸)، بایرن مونیخ (۷۸)، بارسلونا (۵)                                                          |
| ۳۰   | آرین روبن           | هلند     | ۱۱۰    | ۲۰۰۲–۲۰۱۸ | پی‌اس‌وی آیندهوون (۱۰)، چلسی (۱۹)، رئال مادرید (۱۱)، بایرن مونیخ (۷۰)                                    |
| ۳۱   | پائولو مالدینی      | ایتالیا  | ۱۰۹    | ۱۹۹۲–۲۰۰۸ | میلان (۱۰۹)                                                                                            |
| ۳۱   | گری نویل            | انگلستان | ۱۰۹    | ۱۹۹۳–۲۰۱۰ | منچستر یونایتد (۱۰۹)                                                                                   |
| ۳۱   | جان تری             | انگلستان | ۱۰۹    | ۲۰۰۳–۲۰۱۶ | چلسی (۱۰۹)                                                                                             |
| ۳۴   | آندره‌آ پیرلو        | ایتالیا  | ۱۰۸    | ۱۹۹۸–۲۰۱۵ | میلان (۵)، میلان (۷۸)، یوونتوس (۲۵)                                                                    |
| ۳۴   | اشلی کول            | انگلستان | ۱۰۸    | ۲۰۰۰–۲۰۱۵ | آرسنال (۴۵)، چلسی (۶۰)، رم (۳)                                                                         |
| ۳۴   | پاتریس اورا         | فرانسه   | ۱۰۸    | ۲۰۰۳–۲۰۱۷ | آاس موناکو (۲۱)، منچستر یونایتد (۶۵)، یوونتوس (۲۲)                                                     |
| ۳۷   | دیوید بکام          | انگلستان | ۱۰۷    | ۱۹۹۴–۲۰۱۳ | منچستر یونایتد (۷۷)، رئال مادرید (۲۶)، میلان (۲)، پاری سن-ژرمن (۲)                                     |
| ۳۸   | ویکتور والدز        | اسپانیا  | ۱۰۶    | ۲۰۰۲–۲۰۱۴ | بارسلونا (۱۰۶)                                                                                         |
| ۳۹   | فرانک لمپارد        | انگلستان | ۱۰۵    | ۲۰۰۳–۲۰۱۵ | چلسی (۱۰۲)، منچستر سیتی (۳)                                                                            |
| ۳۹   | تیاگو سیلوا         | برزیل    | ۱۰۵    | ۲۰۰۹–     | میلان (۲۰)، پاری سن-ژرمن (۶۰)، چلسی (۲۵)                                                               |
| ۴۱   | سسک فابرگاس         | اسپانیا  | ۱۰۴    | ۲۰۰۴–     | آرسنال (۵۵)، بارسلونا (۲۶)، چلسی (۲۳)                                                                  |
| ۴۲   | اولیور کان          | آلمان    | ۱۰۳    | ۱۹۹۴–۲۰۰۷ | بایرن مونیخ (۱۰۳)                                                                                      |
| ۴۲   | لوییس فیگو          | پرتغال   | ۱۰۳    | ۱۹۹۷–۲۰۰۹ | بارسلونا (۲۴)، رئال مادرید (۵۸)، میلان (۲۱)                                                            |
| ۴۲   | فرناندینیو          | برزیل    | ۱۰۳    | ۲۰۰۶–     | شاختار دونتسک (۳۰)، منچستر سیتی (۷۳)                                                                   |
| ۴۵   | آنخل دی ماریا       | آرژانتین | ۱۰۲    | ۲۰۰۷–     | بنفیکا (۶)، رئال مادرید (۳۹)، پاری سن-ژرمن (۵۴)، یوونتوس (۳)                                           |
| ۴۵   | مارسلو              | برزیل    | ۱۰۲    | ۲۰۰۷–۲۰۲۲ | رئال مادرید (۱۰۲)                                                                                      |
| ۴۷   | آندری شوچنکو        | اوکراین  | ۱۰۰    | ۱۹۹۴–۲۰۱۰ | دینامو کیف (۲۶)، میلان (۵۹)، چلسی (۱۵)                                                                 |